# Oleg Andronic
Oleg Andronic (ur. 6 lutego 1989 w Kiszyniowie) – mołdawski piłkarz występujący na pozycji napastnika. Obecnie bez klubu. Były młodzieżowy i seniorski reprezentant Mołdawii.
Jego brat Gheorghe oraz kuzyni Igor i Valeriu, również są piłkarzami.

## Sukcesy

### Indywidualne
- Król strzelców Divizia Națională: 2008/2009 (16 goli)